# Kálmáncsa, Somogy
Kálmáncsa  este un sat în districtul Barcs, județul Somogy, Ungaria, având o populație de 675 de locuitori (2011). 

## Demografie
Componența etnică a satului Kálmáncsa
     Maghiari (89,26%)
     Romi (9,59%)
     Alții (1,16%)
Componența confesională a satului Kálmáncsa
     Romano-catolici (50,96%)
     Reformați (12,74%)
     Fără religie (8,15%)
     Atei (1,33%)
     Necunoscută (26,81%)
     Alte religii (0,44%)
Conform recensământului din 2011, satul Kálmáncsa avea 675 de locuitori. Din punct de vedere etnic, majoritatea locuitorilor (89,26%) erau maghiari, cu o minoritate de romi (9,59%).  Din punct de vedere confesional, majoritatea locuitorilor (50,96%) erau romano-catolici, existând și minorități de reformați (12,74%), persoane fără religie (8,15%) și atei (1,33%). Pentru 26,81% din locuitori nu este cunoscută apartenența confesională.